# Сакстагальская волость
Са́кстагальская во́лость (латыш. Sakstagala pagasts) — одна из двадцати пяти территориальных единиц Резекненского края Латвии. Находится в западной части края. Граничит с Рикавской, Кантиниекской, Аудринской, Озолмуйжской, Озолайнской и Силмалской волостями своего края, а также с Вилянской и Соколской волостями Вилянского края.
Крупнейшими населёнными пунктами волости являются сёла: Сакстагалс (волостной центр), Ульянова, Цискади, Мортишки, Дейчмани, Гурилишки, Гаранчи, Кукучи, Субинайте.
В селе Цискади находится Цискадская католическая церковь. В Ульянове и Гурилишках — храмы старообрядческих общин.
Сакстагальскую волость пересекает автодорога А12 Екабпилс — Резекне — Лудза — российская граница (Терехово), являющейся частью Европейского маршрута E22.
По территории волости протекают реки Резекне и Чечёра.

## История
Территория нынешней Сакстагальской волости в письменных источник впервые упоминается в 1582 году. Волость на этих землях была основана в конце XIX века.
В 1935 году площадь Сакстагальской волости Резекненского уезда составляла 147,9 км² при населении в 7527 жителей.
В 1945 году в волости были созданы Кантиниекский, Сакстагальский, Соколовский и Ульяновский сельские советы. После отмены в 1949 году волостного деления Сакстагальский сельсовет входил в состав Вилянского (1949—1962) и Резекненского района (1962—2009).
В 1954 году к Сакстагальскому сельсовету были присоединены территории ликвидированных Ульяновского и Соколовского сельских советов. В 1962 году — колхоз «Верный путь» Вилянской сельской территории.
В 1990 году Сакстагальский сельсовет был реорганизован в волость. В 2009 году, по окончании латвийской административно-территориальной реформы, Сакстагальская волость вошла в состав Резекненского края.

## Известные люди
- Францис Трасунс (1864—1926) — латвийский католический священник и политический деятель.